# Nazionale femminile under 19 di calcio della Francia
La Nazionale Under-19 di calcio femminile della Francia, in francese Équipe de France de football féminin des moins de 19 ans, è la rappresentativa calcistica femminile internazionale della Francia formata da giocatrici al di sotto dei 19 anni, gestita dalla Federazione calcistica della Francia (Fédération Française de Football - FFF).
Come membro dell'UEFA partecipa a vari tornei di calcio giovanili internazionali riservati alla categoria, come al Campionato europeo UEFA Under-19 e ai tornei a invito come il Torneo La Manga.
Con le sue quattro vittorie al Campionato europeo femminile di calcio di categoria è la nazionale di calcio femminile Under-19 più titolata in Europa dopo la Germania. Inoltre, sommando anche i quattro secondi posti, di cui uno ottenuto con l'allora nazionale Under-18, ha disputato otto finali complessive, raggiungendo la Germania tra le nazionali di categoria della zona UEFA.

## Partecipazioni ai tornei internazionali

### Piazzamenti agli Europei Under-18 e Under-19
- 1998: Secondo posto  (Under-18)
- 1999: Non qualificata (Under-18)
- 2000: Quarto posto (Under-18)
- 2001: Non qualificata (Under-18)
- 2002: Secondo posto
- 2003: Campione
- 2004: Fase a gironi
- 2005: Secondo posto
- 2006: Secondo posto
- 2007: Semifinale
- 2008: Fase a gironi
- 2009: Semifinale
- 2010: Campione
- 2011: Non qualificata
- 2012: Non qualificata
- 2013: Campione
- 2014: Non qualificata
- 2015: Semifinale
- 2016: Campione
- 2017: Secondo posto
- 2018: Fase a gironi
- 2019: Campione
- 2020 - 2021: Tornei annullati a causa della Pandemia di COVID-19
- 2022: Semifinale
- 2023: Semifinale
- 2024: Semifinale
- 2025: Secondo posto

## Tutte le rose

### Europei
Campionato d'Europa Femminile U-19 UEFA 20101 Chauvet, 2 Butel, 3 La Villa, 4 Gadea, 5 Rousseau, 6 Rubio, 7 Makanza, 8 Catala, 9 Crammer, 10 Barbance, 11 Le Garrec, 12 Godart, 13 Berthet, 14 Jaurena, 15 Barbetta, 16 Philippe, 17 Lavaud, 18 Torrent, CT: Degrange
Campionato d'Europa Femminile U-19 UEFA 20131 Durand, 2 Gagnet, 3 Dafeur, 4 Tounkara, 5 Mbock Bathy Nka, 6 Diallo, 7 Robert, 8 Le Bihan, 9 Diani, 10 Toletti, 11 Declercq, 12 Gorce, 13 Saint-Sans Levacher, 14 Karchouni, 15 Lavogez, 17 Atamaniuk, 18 Thomas, 21 De Souza, CT: Eyquem
Campionato d'Europa Femminile U-19 UEFA 20161 Chavas, 2 Mansuy, 3 Greboval, 4 Cissoko, 5 E. Cascarino, 6 Couturier, 7 D. Cascarino, 8 Condon, 9 Matéo, 10 Geyoro, 11 Morroni, 12 Dechilly, 14 Legrout, 15 Thibaud, 16 Lebastard, 17 Clerac, 18 Katoto, 19 Fleury, CT: Eyquem
Campionato d'Europa Femminile U-19 UEFA 20191 Lerond, 2 Martinez, 3 Bacha, 4 Saint-Georges, 5 Lakrar, 6 Polito, 7 Bussy, 8 Jean-François, 9 Malard, 10 Le Mouël, 11 Baltimore, 12 Maoulida, 13 Revelli, 14 Philippe, 15 Eninger, 16 Innebeer, 17 Dufour, 18 Feller, 19 Azzaro, 20 Becho, CT: Eyquem